# 背平鮋
背平鮋為輻鰭魚綱鮋形目鮋亞目平鮋科的其中一種，為溫帶海水魚，分布於東太平洋阿拉斯加至美國加州中部海域，棲息深度0-274公尺，體長可達61公分，棲息在岩石底質底層水域，卵胎生，生活習性不明，可做為食用魚及觀賞魚。

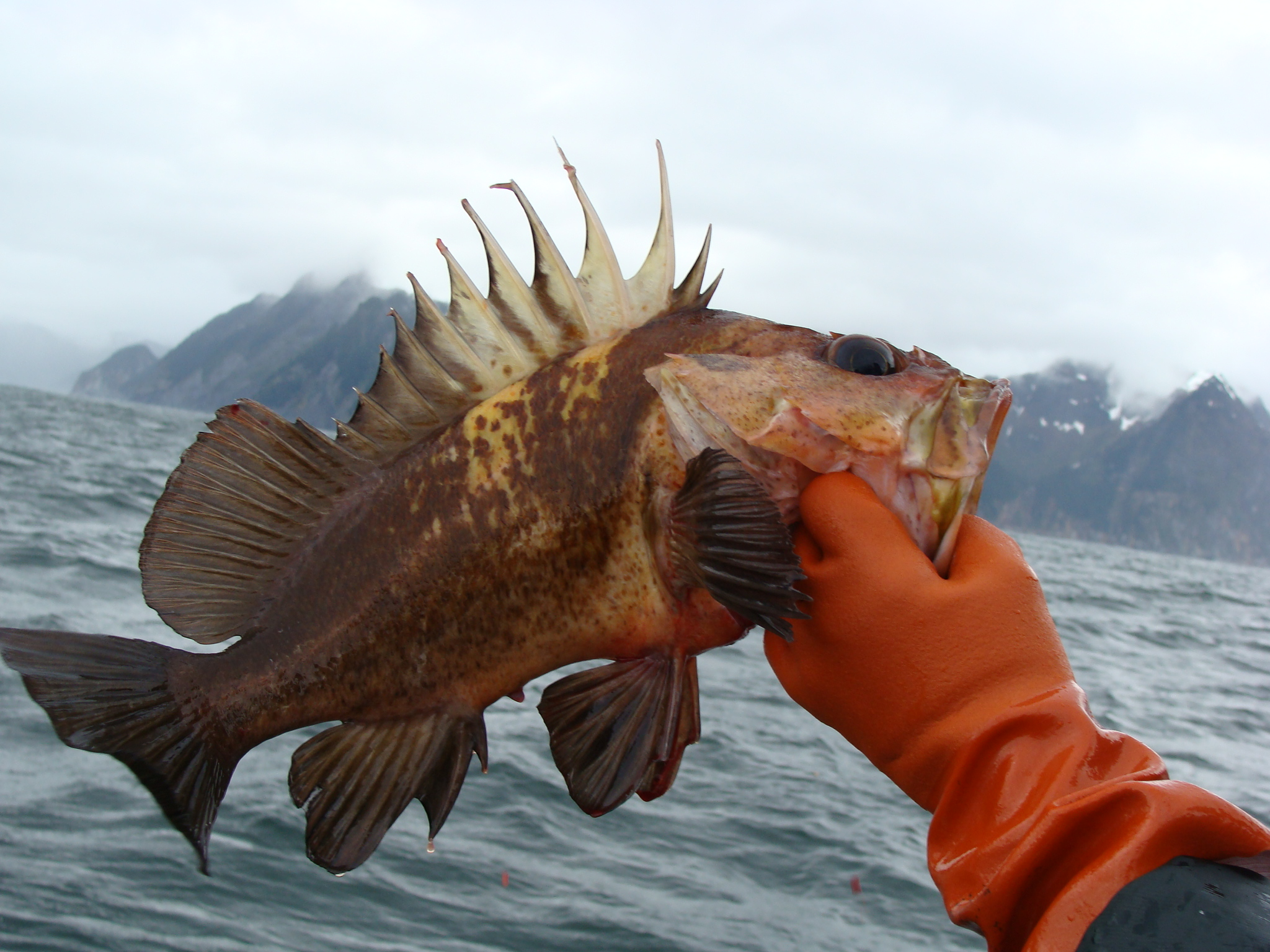
剛在阿拉斯加灣抓到的背平鮋，毒刺清晰可見

## 文献
- Froese, R. & Pauly, D. (eds.) (2014). Sebastes maliger. FishBase. Version 2014-06.